# Treasure (película)
Treasure es una película de tragicomedia de 2024 dirigida por Julia von Heinz. Basada en la novela Too Many Men de 1999 de Lily Brett, la película está protagonizada por Lena Dunham, Stephen Fry y Zbigniew Zamachowski. Ambientada en 1990, cuenta la historia de una periodista estadounidense Ruth que viaja a Polonia con su padre Edek para visitar los lugares de su infancia. Pero Edek, un sobreviviente del Holocausto, se resiste a revivir su trauma y sabotea el viaje creando situaciones involuntariamente divertidas.
Fue seleccionada en la sección Gala Especial de la Berlinale en el 74.º Festival Internacional de Cine de Berlín y se proyectó el 17 de febrero de 2024. La película fue estrenada en los Estados Unidos el 14 de junio de 2024 por Bleecker Street en coasociación con FilmNation Entertainment.

## Reparto
- Lena Dunham como Ruth
- Stephen Fry como Edek
- Zbigniew Zamachowski como Stefan
- Petra Zieser como mujer alemana
- Robert Besta como director del hotel
- Oliver Ewy como Witek
- David Krzysteczko como Michal
- Monika Obmalko como directora
- Dennis Papst como Hotelgast
- Anya Leonhard como Hotelgast
- Yuval Gal Cohen como Hotelgast

## Producción
Titulada inicialmente Iron Box, la película está dirigida por Julia von Heinz, quien también escribió el guion con John Quester, y está producida por Seven Elephants y Good Thing Going.
La película se rodó del 21 de febrero de 2023 al 7 de mayo de 2023 en Alemania, en Berlín, Sajonia-Anhalt, Turingia y Polonia. 18 de los 39 días de rodaje tuvieron lugar en el centro de Alemania en la primavera de 2023. El principal lugar de rodaje en la región fue Halle.

## Estreno
Treasure tuvo su estreno mundial el 17 de febrero de 2024, como parte del 74.º Festival Internacional de Cine de Berlín, en la Gala Especial de Berlín. Antes de su estreno mundial, FilmNation Entertainment y Bleecker Street adquirieron los derechos de distribución mundial de la película en enero de 2024
La película se estrenó en cines el 14 de junio de 2024 por Bleecker Street.